# The Roots Come Alive
| Recensione           | Giudizio                    |
| -------------------- | --------------------------- |
| AllMusic             | [ 1 ]                       |
| Robert Christgau     | 2 stelle (menzione d'onore) |
| Drowned in Sound     | (9/10)                      |
| Entertainment Weekly | (A-)                        |
| Pitchfork            | (5.7/10)                    |
| Rolling Stone        | [ 6 ]                       |
| Spin                 | [ 7 ]                       |
| Vibe                 | (favorable)                 |
| Yahoo! Music         | (favorable)                 |

The Roots Come Alive è il primo album dal vivo del gruppo musicale statunitense The Roots, pubblicato il 2 novembre 1999 dalla MCA Records.
Il disco è stato accolto positivamente dalla critica e ha raggiunto la cinquantesima posizione nella Billboard 200 e la posizione numero 12 nella chart dedicata agli album R&B/Hip-Hop.

## Tracce
1. Live at The T-Connection
2. The Next Movement
3. Step into the Realm
4. Proceed
5. Mellow My Man/Jusufckwithis
6. Love of My Life
7. The Ultimate
8. Don't See Us
9. 100% Dundee
10. Adrenaline!
11. Essaywhuman?!???!!!
12. Silent Treatment
13. The Notic
14. You Got Me
15. What You Want
16. We Got You
17. The Lesson - Part III (It's Over Now)

## Classifiche
| Classifica (1999)         | Posizione massima |
| ------------------------- | ----------------- |
| Stati Uniti               | 50                |
| Stati Uniti (R&B/hip-hop) | 12                |